# Myotis vivesi
Myotis vivesi é uma espécie de morcego da família Vespertilionidae.
Apenas pode ser encontrada no México.
Os seus habitats naturais são costas rochosas.